# Spiroplasma diabroticae
Spiroplasma diabroticae è una specie di batterio appartenente alla famiglia delle Spiroplasmataceae.